# Marius Courcoul
Marius Courcoul (* 1. Januar 2007 in Château-Gontier) ist ein französischer Fußballspieler, der aktuell beim SCO Angers in der Ligue 1 spielt.

## Karriere

### Verein
Courcoul begann seine fußballerische Ausbildung im September 2012 beim FC Château Gontier, in seinem Geburtsort im Westen Frankreichs. Anschließend wechselte er im Jahr 2018 in die Jugendakademie von Stade Laval. Zwei Jahre später schloss er sich dem SCO Angers an. Dort spielte er in der Saison 2020/21 direkt in der B-Jugend elf Ligaspiele. In der Saison darauf rückte er nach 13 weiteren U17-Partien und einem Treffer in die U19-Mannschaft auf, für die er sechs Ligapartien und zwei Pokalspiele bestritt. Daraufhin unterzeichnete er im Juni 2023 im Alter von 16 Jahren seinen ersten Profivertrag beim SCO. Direkt am ersten Spieltag der Saison 2023/24 debütierte er nach Einwechslung bei einer 0:1-Niederlage gegen seinen Jugendklub Stade Laval in der Ligue 2 für die Profis. Anschließend saß er nur noch einige Male auf der Bank, sammelte jedoch Spielpraxis bei der viertklassigen Zweitmannschaft. Die erste Mannschaft stieg als Vizemeister in die Ligue 1 auf.

### Nationalmannschaft
Courcoul kam in den Jahren 2022 und 2023 zu insgesamt zehn Einsätzen und zwei Toren für die französische U16-Nationalmannschaft, ehe er Ende 2023 in den U17-Kader aufrückte.

## Erfolge
SCO Angers
- Vizemeister der Ligue 2: 2024  ▲